# Centrale nucleare di Saint-Alban
La centrale nucleare di Saint-Alban è una centrale nucleare francese situata nell'Isère, sul territorio dei comuni di Saint-Alban-du-Rhône e Saint-Maurice-l'Exil, a sud di Lione (40 km) e ad est di Saint-Étienne, sulla riva sinistra del Rodano.
L'impianto è composto da 2 reattori PWR operativi –  modello P4 REP 1300 – da 3 817MWt e da 1 381MWe. I 2 reattori di Saint-Alban fanno parte di un programma di una serie di 20 reattori del modello P4 REP 1300 (2 Belleville, 4 Cattenom, 2 Flamanville, 2 Golfech, 2 Nogent, 4 Paluel, 2 Penly e 2 Saint-Alban).